# La Protesta
La Protesta va ser una publicació sindicalista editada a Igualada entre els anys 1919 i 1920.

## Descripció
Portava el subtítol Periódico quincenal sindicalista, órgano de las Sociedades Obreras de la comarca.
La redacció i l'administració era al carrer de les Delícies, núm. 17, i s'imprimia als tallers de Codorniu i Miranda. Tenia quatre pàgines, a tres columnes, amb un format de 44 x 32 cm. El primer número va sortir l'1 de novembre de 1919 i l'últim, el 7, el 24 de gener de 1920.

## Continguts
Era una publicació de caràcter anarco-sindicalista.
A l'article de presentació deien: Nosotros que sentimos y participamos del entusiasmo espiritual de emanciparnos del pesado yugo que desmembra a la clase desheredada, para colaborar a la gran obra del proletariado activo, hemos creido conveniente publicar “La Protesta''.
Ideològicament, venia a cobrir el buit de El Obrero Moderno (1909-1918), amb qui compartien l'adreça de la redacció i l'administració, el domicili social de la Federació Obrera (CNT) i Germinal (1918).
Ferrer Farriol explica que, “a més del desinflament proletari, les portes de la Federació restaven clausurades. L'organització tornava a ser clandestina, amb militants a la presó i cotitzacions prohibides. La Protesta, publicació nostrada que havia fet soroll durant el colossal conflicte, també fou autoritàriament prohibida, i millor, perquè mancada de mitjans hauria hagut d'aplegar gàbies”.
Hi havia informació sobre temes sindicals, congressos de treballadors, fets i anècdotes de la Rússia bolxèvic, de la qual es mostraven grans admiradors, etc. Com en les altres revistes de l'època també hi havia alguna poesia.
Hi col·laboraven Joan Ferrer i Farriol, Ramon Bonjoch i Josep Gardeñes.

## Localització
- Biblioteca Central d'Igualada. Plaça de Cal Font. Igualada (col·lecció completa i relligada).